# Lasha Lomidze
Ne doit pas être confondu avec Lasha Lomidze (en), un autre joueur géorgien de rugby à XV, né en 2000.

a Compétitions nationales et continentales officielles uniquement.

b Matchs officiels uniquement.
Dernière mise à jour le 2 novembre 2023.
Lasha Lomidze (en géorgien : ლაშა ლომიძე), né le 30 juin 1992 à Tbilissi, est un joueur géorgien de rugby à XV qui évolue aux postes de troisième ligne centre, troisième ligne aile et deuxième ligne.

## Biographie
Pratiquant dans un premier temps le football, Lasha Lomidze commence tardivement la pratique du rugby à XV à l'âge de 15 ans au RC Akademia Tbilissi via son grand-père. Il joue rapidement sous le maillot national géorgien en catégories de jeunes, avec les moins de 17 et 18 ans.
Âgé de 20 ans, il souhaite quitter la Géorgie, et rejoint l'effectif espoir du Montpellier HR.
Il obtient sa première cape internationale avec la Géorgie le 23 février 2013, affrontant la Russie à Sotchi,. La même année, il remporte avec son club le championnat de France espoirs.
Il quitte le centre de formation du MHR à l'intersaison 2014 pour rejoindre celui de l'AS Béziers en Pro D2, avant de signer dès le mois d'octobre son premier contrat professionnel pour une durée de trois saisons.
Il participe à sa première Coupe du monde à l'occasion de l'édition 2015.
Estimant ne pas bénéficier de suffisamment de jeu en championnat, il rompt son contrat à l'amiable avec l'ASBH en cours de saison, afin de se consacrer à la sélection nationale géorgienne, après trois années au club. Il rejoint un mois plus tard la Russie voisine pour le reste de la saison 2016-2017, au sein de l'effectif de Krasny Yar Krasnojarsk, alors qu'il a d'ores et déjà signé un pré-contrat pour intégrer la saison suivante les London Irish, futur pensionnaire de Premiership, la première division du championnat d'Angleterre,.
Retourné en Géorgie à l'intersaison 2018, il retourne dès la fin du mois d'août en France, intégrant le Stade aurillacois en Pro D2 en tant que joker médical,. Une fois son contrat temporaire terminé, il rejoint les Doncaster Knights en Championship pour le reste de la saison.
Il est à nouveau sélectionné dans le groupe géorgien destiné à disputer la Coupe du monde en 2019. Après la compétition, il rejoint l'Italie pour évoluer en Top 12 sous les couleurs de la Lazio Rugby.
À l'intersaison 2020, il signe un contrat d'une saison avec l'US Dax et s'apprête à disputer l'édition inaugurale de la nouvelle division Nationale. Après un début de saison délicat, Lomidze est replacé en deuxième ligne. Il prolonge ensuite pour une année supplémentaire ; il ne participera néanmoins à aucune rencontre cette saison.
Il s'engage ensuite en 2022 avec l'US Marmande, futur pensionnaire de Nationale 2.
Après une année, il fait son retour dans les Landes et rejoint le Saint-Paul Sports Rugby en Fédérale 2.

## Statistiques en équipe nationale
- Sélections par années : 1 en 2013, 5 en 2014, 9 en 2015, 10 en 2016, 11 en 2017, 6 en 2018, 3 en 2019.
- Championnat européen des nations disputés : 2013-2014, 2015-2016, 2016-2017, 2017-2018.
- Coupe du monde de rugby disputées : 2015 et 2019[2].

## Palmarès

### En club
- Championnat de France espoirs de rugby à XV :
  - Champion : 2013 avec le Montpellier HR.